# Becsei András
Becsei András (Moszkva, 1977. január 19. –) közgazdász, bankár. Az OTP Jelzálogbank Zrt. és az OTP Lakástakarék Zrt. vezérigazgatója, az OTP Bank Nyrt.Retail Divíziójának vezérigazgató-helyettese. 2014-től a Magyar Bankszövetség alelnöke, 2019 júliusában ideiglenes jelleggel elvállalta az elnöki posztot, amelyről 2020. május 22-én köszönt le. Azóta a Magyar Bankszövetség alelnöki posztját tölti be.

## Életpályája

### Tanulmányai
A budapesti Berzsenyi Dániel Gimnázium speciális matematika tagozatán érettségizett 1995-ben. Első diplomáját a Budapesti Közgazdaságtudományi és Államigazgatási Egyetemen szerezte pénzügy szakirányon 2001-ben, amelyet ösztöndíjas tanulmánnyal egészített ki a Los Angeles-i University of Southern Californián 2000-ben. Második diplomáját a Kölni Egyetemen folytatott tanulmányai révén, a CEMS program keretében 2002-ben, a harmadik diplomáját pedig az INSEAD MBA programján Szingapúrban szerezte 2006-ban.

### Szakmai pályafutása
2000-ben a MOL Nyrt. üzletfejlesztési elemzőjeként kezdte pályafutását, majd 2001-2002-ben a Ruhrgas leányvállalati területén dolgozott Essenben. Ezt követően 2002 és 2009 között a McKinsey & Company tanácsadója, majd projektvezetője volt. 2009 májusától az OTP Bank Nyrt. Retail Üzletfejlesztési és Leányvállalati Igazgatóságát vezette, 2012 és 2017 között a Lakossági Igazgatóság (2014-től Lakossági Hitelezési Igazgatóság) vezetőjeként dolgozott, majd 2017 január óta az OTP Bank Nyrt. Budapesti Régiójának vezetője.
2010-től 2014-ig az OTP ukrajnai leánybankjának, a JSC OTP Banknak felügyelőbizottsági tagja. 2014 áprilisától az OTP Jelzálogbank Zrt.-t és OTP Lakástakarék Zrt.-t vezeti vezérigazgatóként. Ugyanekkor megválasztották a Magyar Bankszövetség alelnökévé, majd 2019 júliusában ideiglenes jelleggel elvállalta az elnöki posztot, amelyről 2020. május 22-én köszönt le, azóta a Magyar Bankszövetség alelnöki posztját tölti be – ebben a funkciójában a teljes bankszektor érdekeit képviseli. 2015–2016. között az OTP Ingatlanpont felügyelőbizottságának elnöke. 2017. január 1-től 2022. december 31-ig az OTP Bank Nyrt. budapesti régiójának vezetője volt. 2018 júniusától 2023 júliusáig a Lead Ventures Alapkezelő Zrt. igazgatóságának tagja. 2022. október 6-tól az OTP Ecosystem Kft. (Korábban: OTP eBIZ Kft.) Felügyeli Bizottságában is szerepet vállal. 2023. január 1-jétől az OTP Bank Nyrt. Retail Divíziójának vezérigazgató-helyettese.

### Elismerések
- 1999 – University of Southern California, Marshall School of Business ösztöndíj (Los Angeles, California, USA)
- 2012 – Fáy András-díj
- 2016 – OTP Bank Nyrt. Mértékadó vezető díj
- 2020 – Mastercard – Az Év Bankára

### Publikációk/Tanulmányok
- Becsei András – Galácz Ábel: Egy sikeres forrásmenedzsment Magyarországon: az InvesTel története
- Becsei András − Homonnay Ádám − Roszik Gábor: Milyen innovációs ötleteket meríthetnek a magyar lakossági bankok észak-amerikai és délkelet-ázsiai társaiktól?[1]
- Marsi Erika, Kovács Levente - (Szerk.): Bankmenedzsment, Banküzemtan
- Bodzási Balázs (Szerk.): Devizahitelezés Magyarországon. A devizahitelezés jogi és közgazdasági elemzése
- Becsei András – Bógyi Attila – Csányi Péter – Kovács Levente: A JÖVŐ BANKJA, A BANKOK JÖVŐJE A Magyar Bankszövetség digitalizációs javaslatai
- Becsei András – Csányi Péter – Bógyi Attila – Kajtor-Wieland Ildikó – Kovács Levente: A FENNTARTHATÓ BANKOLÁS 10 PONTJA
- Becsei András – Csányi Péter – Bógyi Attila – Máriás Endre – Gacsal Márkó – Kovács Levente: Digitális állampolgárság – digitális banki ügyintézés: a Magyar Bankszövetség digitalizációs javaslatai - A banki alapszolgáltatásoktól a lakáshitelig, avagy lakáshitel-igénylés 15 nap helyett 15 perc alatt